# ジョージアワイン (米国)
ジョージアワイン(Georgia wine)はアメリカ合衆国ジョージア州で生産されるワイン。

## 歴史
19世紀のジョージア州はアメリカ合衆国で重要なワイン生産地域であり、1900年には州別生産量で第6位だった。
ジョージア州は他州に先駆けてアルコール飲料を禁じ、1907年には禁酒法によってジョージア州のワイン産業は壊滅した。
ジョージア州の近代的なワイン産業は1980年にようやく始まった。マスカダイン種の生産量では全米トップである。
2014年にはジョージア州北部の3郡とノースカロライナ州西部の2郡からなるアッパー・ハイオスシー・ハイランズAVAが指定された。

## 品種
カベルネ・フラン、カベルネ・ソーヴィニヨン、カルロス、カトーバ、カイユガ、シャンブルサン、シャルドネル、シャルドネ、コンコード、ド・シャイナッ、ゲヴュルツトラミネール、マルベック, マルサンヌ、メルロー, ムールヴェードル、マスカダイン、ナイアガラ、ノーブル、ノートン、プチ・マンサン、ピノ・ブラン、ピノ・グリ、ピノ・ノワール、リースリング、ルーサンヌ、サンジョヴェーゼ、スカーレット、スカッパーノン、セイヴァル・ブラン、シラー、タナ、トゥリガ・ナシオナル、ヴィダル・ブラン、ヴィオニエ